# 雅各布·里內
雅各布·里內（瑞典語：Jacob Rinne；1993年6月20日—）是一位瑞典足球運動員。在場上的位置是守門員。他現在效力於沙特职业足球联赛球隊艾法特。他也代表瑞典U21國家足球隊參賽。